# Bramocharax dorioni
Bramocharax dorioni és una espècie de peix de la família dels caràcids i de l'ordre dels caraciformes.

## Morfologia
- Els mascles poden assolir 19,3 cm de llargària total.[5]

## Hàbitat
Viu en zones de clima tropical.

## Distribució geogràfica
Es troba a Centreamèrica: conca del riu Usumacinta.